# Бомон (Бельгия)
Бомо́н (фр. Beaumont, валлон. и пикард. Biômont) — коммуна в Валлонии, расположенная в провинции Эно, округ Тюен. Принадлежит Французскому языковому сообществу Бельгии. На площади 92,97 км² проживают 6698 человек (плотность населения — 72 чел./км²), из которых 48,40 % — мужчины и 51,60 % — женщины. Средний годовой доход на душу населения в 2003 году составлял 11 238 евро.
Почтовые коды: 6500, 6511. Телефонный код: 071.